# FK Karpaty Limbach

FK Karpaty Limbach là một câu lạc bộ bóng đá Slovakia, đến từ thị trấn Limbach. Câu lạc bộ được thành lập năm 1950.